# Xorides chalybeator
Xorides chalybeator är en stekelart som först beskrevs av Smith 1862.  Xorides chalybeator ingår i släktet Xorides och familjen brokparasitsteklar. Inga underarter finns listade i Catalogue of Life.